# Dżubb Nahid
Dżubb Nahid (arab. جب ناهد) – wieś w Syrii, w muhafazie Aleppo, w dystrykcie Manbidż. W 2004 roku liczyła 110 mieszkańców.